# Nuevo Colombino
Nuevo Colombino är en arena som ligger i Huelva i Spanien. Nuevo Colombino är Recreativo de Huelvas hemmaarena i fotboll och rymmer 21 670 människor.

## Historia
Arenan ritades av Joaquín Aramburu. Den kostade 14 miljoner euro att bygga och ersatte den gamla Estadio Colombino, som byggdes 1957. Arenan är belägen på kanten vid mynningen av Huelva-floden.
Kapaciteten är 21 670 åskådare. Huvudläktaren har en speciell konstruktion där den är högre än de övriga läktarsektionerna. Arenor som har en liknande konstruktion är Estadio Nuevo Arcángel i Córdoba och Estadio Municipal de Butarque i Leganés.